# Pomeys
Pomeys é uma comuna francesa na região administrativa de Auvérnia-Ródano-Alpes, no departamento de Ródano. Estende-se por uma área de 13,1 km². Em 2010 a comuna tinha 1 172 habitantes (densidade: 89,5 hab./km²).